# Gare Hua Lamphong
La gare de Hua Lamphong (thaïlandais : หัวลำโพง), était jusqu'en janvier 2023 la gare ferroviaire principale de Bangkok, capitale de la Thaïlande. Elle est située dans le centre de la ville, dans le quartier de Pathum Wan, à l'entrée du quartier chinois et au début de la rue Rama IV, un quartier aujourd'hui populaire et pollué. Elle est contrôlée par les Chemins de fer d'État de Thaïlande (en) (SRT). Elle devait être transformée en musée et remplacée par une gare plus moderne au nord de la capitale, la gare Bang Sue, en novembre 2021. 
Depuis le 19 janvier 2023 une grande partie des liaisons ferroviaires ont été déplacées vers la nouvelle Gare Centrale Krung Thep Aphiwat (thaï : สถานีกลางกรุงเทพอภิวัฒน์, RTGS: Sathani Klang Krung Thep Aphiwat, prononcé [sā.tʰǎː.nīː klāːŋ krūŋ tʰêːp ʔà(ʔ).pʰí(ʔ).wát]), aussi nommée informellement Gare Centrale Bang Sue.

## Situation ferroviaire
Elle était depuis la fusion des réseaux de transport ferroviaire en Thaïlande au centre de ceux-ci.

## Histoire
La gare de Hua Lamphong est mise en service le 25 juin 1916 après 6 ans de construction. Le site, situé au centre de la ville de Bangkok dans un quartier à l'époque chic et huppé, était précédemment occupé par les ateliers de maintenance des chemins de fer nationaux, qui furent déplacés vers Makkasan en 1910.
Elle est de style architectural Néo-Renaissance italienne avec des toits en bois décorés et des vitraux. Les plans sont attribués à l'architecte turinois Mario Tamagno (1877 – 1941) qui avec, son compatriote et confrère Annibale Rigotti (1870–1968), est l'auteur de nombreux bâtiments publics construits au début du XXe siècle dans la capitale thaïlandaise.
En 2016, au quotidien, Hua Lamphong accueille plus de 130 trains et environ 60 000 passagers.

## Service des voyageurs

### Accueil
Il y a 14 voies à quai, 26 guichets pour les billets et deux panneaux électroniques d'affichage.

### Desserte
La gare est le terminus du train Eastern & Oriental-Express.